# Pouvoirs spéciaux en Belgique
Les pouvoirs spéciaux sont, en Belgique, des modalités particulières d'exercice de l'autorité permettant au pouvoir exécutif (gouvernement fédéral, régional ou communautaire) d'adopter des dispositions qui devraient normalement faire l'objet de lois, en vue de faire face à des situations difficiles pour lesquelles la procédure parlementaire n'est pas adaptée.
Les pouvoirs spéciaux ne doivent pas être confondus avec les pouvoirs extraordinaires qui ont été accordés aux gouvernements en temps de guerre : dans le premier cas le Parlement délègue une partie de ses pouvoirs tout en continuant à les exercer, dans le second l'ensemble du pouvoir législatif est exercé par le gouvernement, le Parlement n'étant plus en mesure de se réunir.

## Régime juridique

### Fondement et étendue des pouvoirs spéciaux
Le régime des pouvoirs spéciaux est fondé, pour l'autorité fédérale, sur l'article 105 de la Constitution qui dispose : "Le Roi n'a d'autres pouvoirs que ceux que lui attribuent formellement la Constitution et les lois particulières portées en vertu de la Constitution même" et, pour les gouvernements régionaux et communautaires, sur l'article 78 de la loi spéciale du 8 août 1980 de réformes institutionnelles.
Il permet, en cas de circonstances exceptionnelles, au pouvoir législatif, le Parlement, d'habiliter le pouvoir exécutif, le Roi ou le gouvernement, d'adopter des dispositions qui en temps normal devraient figurer dans des textes de rang législatif. Ce dernier peut dès lors abroger, compléter, modifier ou remplacer les lois existantes par arrêté.
L'habilitation est donnée pour une durée limitée et pour des finalités et des objectifs déterminés, elle peut également être restreinte à certaines modalités particulières.
Les pouvoirs spéciaux ne peuvent pas être accordés dans des matières que la Constitution réserve à la loi, telle que les libertés fondamentales, l'organisation territoriale de l'État, ou les finances publiques,.

### Contrôles démocratiques
Le régime des pouvoirs spéciaux constitue une exception au régime parlementaire, c'est pourquoi il fait l'objet d'un important mécanisme de balance des pouvoirs. 

#### Contrôle parlementaire
La loi d'habilitation ne dessaisit pas le pouvoir législatif de ses compétences.
Les membres du pouvoir législatif peuvent interpeller le gouvernement sur l'utilisation des pouvoirs spéciaux. Le Parlement peut, en application de la procédure législative ordinaire, adopter une loi pour modifier ou abroger un arrêté de pouvoirs spéciaux.
La coutume impose également au gouvernement de faire un rapport aux chambres sur l'usage qu'il fait des pouvoirs spéciaux.
Enfin, la plupart des lois d'habilitation requièrent que le Parlement ratifie les arrêtés de pouvoirs spéciaux.

#### Contrôle juridictionnel
Tant qu'ils n'ont pas été confirmés par le Parlement, les arrêtés de pouvoirs spéciaux ont une valeur réglementaire et sont soumis au contrôle prévu pour ce type de norme. D'une part, lorsque le juge judiciaire constate que l'arrêté de pouvoirs spéciaux n'est pas compatible avec la Constitution ou la loi d'habilitation, il doit invoquer l'exception d'illégalité et refuser de l'appliquer. D'autre part, les arrêtés peuvent être annulés par le Conseil d'État.
S'ils sont confirmés par le Parlement, les arrêtés de pouvoirs spéciaux acquièrent le rang de norme législative. Ils sont alors contrôlables par la  Cour constitutionnelle.

## Applications
Les pouvoirs spéciaux ont été accordés à diverses reprises dans l'histoire de la Belgique, principalement pour affronter des situations de crise économique ou d'urgence sanitaire.

### La Première Guerre mondiale
Le 4 août 1914, les armées allemandes pénètrent en Belgique. Le même jour, les Chambres adoptent une loi autorisant le Roi à adopter une série de mesures visant à gérer les biens nécessaires à l'alimentation de la population et à la défense nationale.
Par la suite, Albert Ier et le gouvernement Broqueville furent séparés du Parlement par l'avancée des troupes ennemies et exercèrent les pouvoirs extraordinaires. 

### L'instabilité monétaire de 1926
Les pouvoirs spéciaux sont accordés pour la première fois en temps de paix le 16 juillet 1926 au Gouvernement Jaspar.
La Belgique connaît alors une instabilité monétaire et une crise de la dette publique. L'objectif est de "sauver le franc" qui a subi une dévaluation importante.
La large base parlementaire de ce gouvernement d'union nationale, qui réunit catholiques, socialistes et libéraux est alors perçue comme une garantie contre les abus.

### La Grande Dépression
Durant la crise économique des années 1930 et l'instabilité politique consécutive, les pouvoirs spéciaux sont accordés à trois reprises au gouvernement catholique-libéral de Broqueville : le 30 décembre 1932,  le 17 mai 1933 et le 31 juillet 1934 (cette dernière habilitation étant elle-même prolongée par les lois du 7 décembre 1934, du 15 mars 1935 et du 30 mars 1935). Il s'agit à chaque fois de redresser les finances publiques.
Ces lois bénéficient d'un moindre soutien politique que la loi de 1926 : les socialistes les rejettent et les prétendent inconstitutionnelles.
C'est à partir de la loi de 1934 que la pratique d'une confirmation législative des arrêtés de pouvoirs spéciaux est mise en place. Elle ne concerne alors que les arrêtés relatifs aux impôts, à la procédure administrative et contentieuse et à la répression de la fraude.

### Le gouvernement Vanden Boeynants
Le gouvernement Vanden Boeynants reçoit des pouvoirs spéciaux en 1967.

### Les gouvernements Martens-Gol
Les gouvernements Martens-Gol utilisent abondamment la technique des pouvoirs spéciaux au cours des années 1980.

### L'adoption de l'euro
Lorsque la Belgique ratifie le traité de Maastricht, elle ne remplit pas les critères de convergence nécessaires à l'adoption de l'euro. Le Gouvernement Dehaene reçoit les pouvoirs spéciaux afin d'adopter les réformes économiques permettant d'atteindre cet objectif.

### La pandémie de grippe A/H1N1
En 2009, en prévision de la pandémie de grippe A (H1N1), le gouvernement Van Rompuy reçoit les pouvoirs spéciaux. Ceux-ci permettent notamment de réquisitionner des professionnels de santé pour aider en cas de vaccination massive ou la possibilité d'organiser des distributions massives de médicaments.

### La pandémie de Covid-19
En 2020, la Belgique connaît une grave pandémie de Covid-19. Le gouvernement de Sophie Wilmès en place au moment de l'apparition de la maladie est en affaires courantes, ce qui limite sa marge de manœuvre. Afin de lui permettre de réagir, le Parlement lui accorde sa confiance, de sorte qu'il devient un gouvernement de plein exercice. Dans la foulée, il reçoit les pouvoirs spéciaux pour une durée de six mois afin d'adopter les mesures sanitaires et économiques pour faire face à la crise provoquée par la maladie et le confinement qui s'est ensuivi. 
Parallèlement, les pouvoirs spéciaux ont été octroyés au sein des entités fédérées au profit du gouvernement de la Région wallonne, du gouvernement de la Communauté française, du gouvernement de la Région bruxelloise, du Collège réuni de la COCOM, du Collège de la COCOF et, ensuite, du gouvernement de la Communauté germanophone. La Communauté flamande est la seule entité fédérée à ne pas octroyer les pouvoirs spéciaux à son gouvernement.